# Nhà thờ Thánh Phêrô và Phaolô ở Borovnice
Nhà thờ Thánh Phêrô và Phaolô ở Borovnice (tiếng Séc: Kostel svatého Petra a Pavla v Borovnici) là một trong những nhà thờ Công giáo La Mã thuộc tổng giáo phận Praha, tọa lạc ở làng Borovnice, huyện Benešov, vùng Středočeský, Cộng hòa Séc. Thánh đường này có tên trong danh sách các di tích văn hóa cấp quốc gia.

## Lịch sử
Ban đầu, một nhà thờ giáo xứ có từ thế kỷ 14 đã bị phá dỡ vào năm 1843. Nhà thờ Thánh Phêrô và Phaolô như ngày nay ở làng Borovnice được xây dựng trong giai đoạn 1854 - 1859. Nhà thờ được trùng tu trong giai đoạn 1989 - 1991. Trong thời gian này, phần mái, các lớp thạch cao và nội thất nhà thờ được sửa chữa lại. Tòa tháp ở mặt tiền cũng được lắp thêm một chiếc chuông mới. Nhà thờ thuộc quyền quản lý của giáo xứ Čechtice từ năm 1998.

## Kiến trúc
Nhà thờ Thánh Phêrô và Phaolô ở Borovnice mang phong cách tân Romanesque, với sơ đồ mặt bằng hình chữ nhật. Ở mặt tiền phía tây là tòa tháp chuông cao hình lăng trụ. Phần ngọn tháp có cấu trúc hình bát giác với mái che bằng kim loại. Bên trong nhà thờ, nền nhà được làm bằng đá cẩm thạch. Bàn thờ chính được trang trí bằng hình ảnh các vị Thánh: Thánh Phêrô, Thánh Phaolô, Thánh Jan Nepomucký và Thánh Prokop. Ngoài ra, nhà thờ có thêm ba bàn thờ phụ:
- Bàn thờ Thánh Wenceslas
- Bàn thờ Đức Mẹ Mân Côi
- Bàn thờ với các bức tượng của Đức Trinh Nữ Maria, Thánh Giuse và Thánh Gioan Baotixita